# El tren de los pitufos
El tren de los pitufos (en el francés original Le Petit Train des Schtroumpfs) es una historieta que aparece en el decimoquinto álbum de los Pitufos, realizada por Peyo en 1991.
Fue publicada como complemento de El extraño despertar del Pitufo Perezoso junto a El pitufo y su dragón, Los pitufos bomberos y Un topo entre los pitufos.

## Argumento
Los pitufos traen provisiones a la Aldea Pitufa, y le piden al Pitufo Manitas un invento que les permita transportar cosas de un modo más fácil. El Pitufo Manitas construye su invento en el bosque mientras le pide al Pitufo Fortachón que haga guardia para evitar que los otros pitufos fisgoneen su trabajo. Cuando el Pitufo Manitas termina su invento, lo enseña: una locomopitufa para transportar provisiones. El trabajo de construir los rieles recae en los otros pitufos.
El brujo Gargamel encuentra los rieles y trata de seguir la locomotora, pero un túnel se lo impide, y el túnel es muy largo para que Gargamel encuentre el otro lado. Entonces, Gargamel instala un riel de desvío para que, cuando los Pitufos vuelvan, el desvío los envíe a casa de Gargamel. El Gran Pitufo, que regresa de casa del mago Homnibus a lomos de una cigüeña, observa esto y libera a los pitufos. Cuando escapan, los pitufos crean un nuevo desvío de los rieles para hacer que Gargamel corra en círculos alrededor de un árbol mientras cree que está siguiendo los rieles a la Aldea Pitufa.